# Musée serbe de Corfou
Le musée serbe de Corfou est un musée grec situé dans la ville de Corfou elle-même située sur l'île de Corfou dans la mer Ionienne.

## Caractéristiques
Il est spécialisé dans l'histoire serbe de l'île et présente de nombreux objets ayant appartenu à l'Armée serbe, qui fut évacuée à Corfou lors de la Première Guerre mondiale après l'invasion austro-hongroise de la Serbie. Le musée expose différentes collections comprenant des munitions, uniformes, drapeaux, médailles, articles religieux, photographies et d'autres objets.